# Бурдон
Бурдо́н (фр. bourdon, досл. «густий бас», від пізньолатинського bordunus) — постійний звуковий тон на фоні мелодії, частіше в вокальній або інструментальній фольковій музиці.
Бурдонна фактура характерна музичному фольклору Слобожанщини, верхнього Подніпров'я та Білгородщини.

## Бурдони в східній музиці
З усіх названих форм багатоголосся у східній музиці найміцніші позиції займає бурдон, який має глибоке історичне коріння. Бурдон існував не сам по собі, але був тісно пов'язаний з мелодією, по відношенню до якої він виконував підлеглу роль. Бурдон надавав мелодії особливу виразність, відтіняв її ладо-інтонаційні закономірності. За словами В. Віноградова, бурдон виконує в східній музиці важливі «конструктивні і естетичні функції, підсилює виразність мелодії, робить рельєфним її емоційний образ». Акумуляція духовного досвіду тюркомовних народів в бурдонному багатоголоссі не викликає сьогодні в музичній науці сумнівів. Адже саме в бурдонному багатоголоссі були закріплені певні досягнення музичного мислення.
В. Віноградов так описував звучання бурдонов в східній музиці:

| «Бурдон тут — це музична атмосфера, абсолютно необхідна в інструментальному жанрі (перш за все в його класичних формах). Крім того, що найкращі виконавці … ухитряються відтворити органний пункт одночасно з мелодією, їх гра ще супроводжується іншим інструментом, призначення якого полягає в тому, щоб видавати незамовкаючі ідеальні звуки… Вони ні на мить не гаснуть, виникають непомітно і як би висять у повітрі… Такий органний пункт загострював контрастність нестійких і стійких звуків ладу. Соліст (особливо вокаліст) як би навмисне затягував неустої, довго зупинявся на них в каденціях, унаслідок чого на органний пункт нашаровувалися в одночасному звучанні великі і малі секунди то зверху, то знизу. Завдяки цьому в музиці створювалася напружена емоційна атмосфера. Соліст не поспішав розрядити її, проте через якісь миті його голос зливався з бурдоном. Потім знову домінували неустої, і знову вони вирішувалися». |
Розгляд бурдонного багатоголосся тюркомовних народів дозволяє, з одного боку, розглядати цей пласт культури Сходу в контексті світової культури, з іншого — затвердити приналежність бурдонного багатоголосся загальнолюдській культурі.

## Інші значення
Також бурдоном називаються:
- розташовані поза грифом відкриті струни струнного інструмента (наприклад, колісної ліри), які відтворюють під час гри незмінний по висоті звук;
- трубки, що підтримують постійний звук у волинках, дудах, джоломиги, дримби, авлоса та інших подібних інструментах;
- органний регістр лабіальної групи сімейства флейтових.